# Hall (automobilismo)
A Hall foi um construtor norte- americano de carros de corrida. Produziu chassis para a equipe Karl Hall nas 500 Milhas de Indianápolis de 1951, que naquele ano fez parte do calendário do Campeonato Mundial da FIA.